# إغوانة بيكرية
إغوانة بيكرية (الاسم العلمي: Ctenosaura bakeri) هي نوع من الزواحف تتبع جنس إغوانة شائكة الذيل من الفصيلة الإغوانية.